# Danh sách loài nhện trong họ Theraphosidae
Danh sách này liệt kê các loài nhện trong họ Theraphosidae.

## Acanthopelma
Acanthopelma F. O. P.-Cambridge, 1897
- Acanthopelma beccarii Caporiacco, 1947
- Acanthopelma rufescens F. O. P.-Cambridge, 1897

## Acanthoscurria
Acanthoscurria Ausserer, 1871
- Acanthoscurria acuminata Schmidt & Tesmoingt, 2005
- Acanthoscurria antillensis Pocock, 1903
- Acanthoscurria aurita Piza, 1939
- Acanthoscurria bollei Schmidt, 2005
- Acanthoscurria borealis Schmidt & Peters, 2005
- Acanthoscurria brocklehursti F. O. P.-Cambridge, 1896
- Acanthoscurria chacoana Brèthes, 1909
- Acanthoscurria convexa (C. L. Koch, 1842)
- Acanthoscurria cordubensis Thorell, 1894
- Acanthoscurria cunhae Mello-Leitão, 1923
- Acanthoscurria ferina Simon, 1892
- Acanthoscurria geniculata (C. L. Koch, 1841)
- Acanthoscurria gomesiana Mello-Leitão, 1923
- Acanthoscurria hirsutissimasterni Schmidt, 2007
- Acanthoscurria insubtilis Simon, 1892
- Acanthoscurria juruenicola Mello-Leitão, 1923
- Acanthoscurria maga Simon, 1892
- Acanthoscurria melanotheria Mello-Leitão, 1923
- Acanthoscurria minor Ausserer, 1871
- Acanthoscurria musculosa Simon, 1892
- Acanthoscurria natalensis Chamberlin, 1917
- Acanthoscurria paulensis Mello-Leitão, 1923
- Acanthoscurria pugnax Vellard, 1924
- Acanthoscurria rhodothele Mello-Leitão, 1923
- Acanthoscurria simoensi Vol, 2000
- Acanthoscurria sternalis Pocock, 1903
- Acanthoscurria suina Pocock, 1903
- Acanthoscurria tarda Pocock, 1903
- Acanthoscurria theraphosoides (Doleschall, 1871)
- Acanthoscurria transamazonica Piza, 1972
- Acanthoscurria turumban Rodríguez-Manzanilla & Bertani, 2010
- Acanthoscurria urens Vellard, 1924
- Acanthoscurria violacea Mello-Leitão, 1923
- Acanthoscurria xinguensis Timotheo, 1960

## Aenigmarachne
Aenigmarachne Schmidt, 2005
- Aenigmarachne sinapophysis Schmidt, 2005

## Agnostopelma
Agnostopelma Pérez-Miles & Weinmann, 2010
- Agnostopelma gardel Pérez-Miles & Weinmann, 2010
- Agnostopelma tota Pérez-Miles & Weinmann, 2010

## Ami
Ami Pérez-Miles, 2008
- Ami amazonica Jimenez & Bertani, 2008
- Ami bladesi Pérez-Miles, Gabriel & Gallon, 2008
- Ami caxiuana Pérez-Miles, Miglio & Bonaldo, 2008
- Ami obscura (Ausserer, 1875)
- Ami pijaos Jimenez & Bertani, 2008
- Ami weinmanni Pérez-Miles, 2008
- Ami yupanquii Pérez-Miles, Gabriel & Gallon, 2008

## Annandaliella
Annandaliella Hirst, 1909
- Annandaliella ernakulamensis Jose & Sebastian, 2008
- Annandaliella pectinifera Gravely, 1935
- Annandaliella travancorica Hirst, 1909

## Anoploscelus
Anoploscelus Pocock, 1897
- Anoploscelus celeripes Pocock, 1897
- Anoploscelus lesserti Laurent, 1946

## Aphonopelma
Aphonopelma Pocock, 1901
- Aphonopelma aberrans (Chamberlin, 1917)
- Aphonopelma anax (Chamberlin, 1940)
- Aphonopelma anitahoffmannae Locht et al., 2005
- Aphonopelma apacheum Chamberlin, 1940
- Aphonopelma armada (Chamberlin, 1940)
- Aphonopelma arnoldi Smith, 1995
- Aphonopelma baergi Chamberlin, 1940
- Aphonopelma behlei Chamberlin, 1940
- Aphonopelma belindae Gabriel, 2011
- Aphonopelma bicoloratum Struchen, Brändle & Schmidt, 1996
- Aphonopelma bistriatum (C. L. Koch, 1838)
- Aphonopelma braunshausenii Tesmoingt, 1996
- Aphonopelma breenei Smith, 1995
- Aphonopelma brunnius Chamberlin, 1940
- Aphonopelma burica Valerio, 1980
- Aphonopelma caniceps (Simon, 1891)
- Aphonopelma chalcodes Chamberlin, 1940
- Aphonopelma chamberlini Smith, 1995
- Aphonopelma chambersi Smith, 1995
- Aphonopelma clarki Smith, 1995
- Aphonopelma clarum Chamberlin, 1940
- Aphonopelma coloradanum (Chamberlin, 1940)
- Aphonopelma cookei Smith, 1995
- Aphonopelma cratium Chamberlin, 1940
- Aphonopelma crinirufum (Valerio, 1980)
- Aphonopelma crinitum (Pocock, 1901)
- Aphonopelma cryptethum Chamberlin, 1940
- Aphonopelma duplex (Chamberlin, 1925)
- Aphonopelma echinum (Chamberlin, 1940)
- Aphonopelma eustathes (Chamberlin, 1940)
- Aphonopelma eutylenum Chamberlin, 1940
- Aphonopelma gabeli Smith, 1995
- Aphonopelma geotoma (Chamberlin, 1937)
- Aphonopelma gertschi Smith, 1995
- Aphonopelma griseum Chamberlin, 1940
- Aphonopelma gurleyi Smith, 1995
- Aphonopelma hageni (Strand, 1906)
- Aphonopelma harlingenum (Chamberlin, 1940)
- Aphonopelma helluo (Simon, 1891)
- Aphonopelma hentzi (Girard, 1852)
- Aphonopelma hesperum (Chamberlin, 1917)
- Aphonopelma heterops Chamberlin, 1940
- Aphonopelma hollyi Smith, 1995
- Aphonopelma iodius (Chamberlin & Ivie, 1939)
- Aphonopelma iviei Smith, 1995
- Aphonopelma joshua Prentice, 1997
- Aphonopelma jungi Smith, 1995
- Aphonopelma lanceolatum (Simon, 1891)
- Aphonopelma latens (Chamberlin, 1917)
- Aphonopelma levii Smith, 1995
- Aphonopelma lithodomum Chamberlin, 1940
- Aphonopelma marxi (Simon, 1891)
- Aphonopelma minchi Smith, 1995
- Aphonopelma moderatum (Chamberlin & Ivie, 1939)
- Aphonopelma mojave Prentice, 1997
- Aphonopelma mooreae Smith, 1995
- Aphonopelma mordax (Ausserer, 1871)
- Aphonopelma nayaritum Chamberlin, 1940
- Aphonopelma odelli Smith, 1995
- Aphonopelma pallidum (F. O. P.-Cambridge, 1897)
- Aphonopelma paloma Prentice, 1993
- Aphonopelma pedatum (Strand, 1907)
- Aphonopelma phanum Chamberlin, 1940
- Aphonopelma phasmus Chamberlin, 1940
- Aphonopelma platnicki Smith, 1995
- Aphonopelma prosoicum Chamberlin, 1940
- Aphonopelma punzoi Smith, 1995
- Aphonopelma radinum (Chamberlin & Ivie, 1939)
- Aphonopelma reversum Chamberlin, 1940
- Aphonopelma rothi Smith, 1995
- Aphonopelma rubropilosum (Ausserer, 1871)
- Aphonopelma ruedanum Chamberlin, 1940
- Aphonopelma rusticum (Simon, 1891)
- Aphonopelma sandersoni Smith, 1995
- Aphonopelma schmidti Smith, 1995
- Aphonopelma sclerothrix (Valerio, 1980)
- Aphonopelma seemanni (F. O. P.-Cambridge, 1897)
- Aphonopelma serratum (Simon, 1891)
- Aphonopelma smithi Smith, 1995
- Aphonopelma stahnkei Smith, 1995
- Aphonopelma steindachneri (Ausserer, 1875)
- Aphonopelma stoicum (Chamberlin, 1925)
- Aphonopelma sullivani Smith, 1995
- Aphonopelma texense (Simon, 1891)
- Aphonopelma truncatum (F. O. P.-Cambridge, 1897)
- Aphonopelma vogelae Smith, 1995
- Aphonopelma vorhiesi (Chamberlin & Ivie, 1939)
- Aphonopelma waconum (Chamberlin, 1940)
- Aphonopelma wichitanum (Chamberlin, 1940)
- Aphonopelma xanthochromum (Valerio, 1980)
- Aphonopelma zionis Chamberlin, 1940

## Augacephalus
Augacephalus Gallon, 2002
- Augacephalus breyeri (Hewitt, 1919)
- Augacephalus ezendami (Gallon, 2001)
- Augacephalus junodi (Simon, 1904)

## Avicularia
Avicularia Lamarck, 1818
- Avicularia affinis (Nicolet, 1849)
- Avicularia ancylochira Mello-Leitão, 1923
- Avicularia arabica (Strand, 1908)
- Avicularia aurantiaca Bauer, 1996
- Avicularia avicularia (Linnaeus, 1758)
  - Avicularia avicularia variegata F. O. P.-Cambridge, 1896
- Avicularia aymara (Chamberlin, 1916)
- Avicularia azuraklaasi Tesmoingt, 1996
- Avicularia bicegoi Mello-Leitão, 1923
- Avicularia braunshauseni Tesmoingt, 1999
- Avicularia caesia (C. L. Koch, 1842)
- Avicularia cuminami Mello-Leitão, 1930
- Avicularia detrita (C. L. Koch, 1842)
- Avicularia diversipes (C. L. Koch, 1842)
- Avicularia doleschalli (Ausserer, 1871)
- Avicularia exilis Strand, 1907
- Avicularia fasciculata Strand, 1907
  - Avicularia fasciculata clara Strand, 1907
- Avicularia gamba Bertani & Fukushima, 2009
- Avicularia geroldi Tesmoingt, 1999
- Avicularia glauca Simon, 1891
- Avicularia gracilis (Keyserling, 1891)
- Avicularia hirschii Bullmer, Thierer-Lutz & Schmidt, 2006
- Avicularia hirsuta (Ausserer, 1875)
- Avicularia holmbergi Thorell, 1890
- Avicularia huriana Tesmoingt, 1996
- Avicularia juruensis Mello-Leitão, 1923
- Avicularia laeta (C. L. Koch, 1842)
- Avicularia leporina (C. L. Koch, 1841)
- Avicularia metallica Ausserer, 1875
- Avicularia minatrix Pocock, 1903
- Avicularia nigrotaeniata Mello-Leitão, 1940
- Avicularia ochracea (Perty, 1833)
- Avicularia palmicola Mello-Leitão, 1945
- Avicularia plantaris (C. L. Koch, 1842)
- Avicularia pulchra Mello-Leitão, 1933
- Avicularia purpurea Kirk, 1990
- Avicularia rapax (Ausserer, 1875)
- Avicularia recifiensis Struchen & Brändle, 1996
- Avicularia rufa Schiapelli & Gerschman, 1945
- Avicularia rutilans Ausserer, 1875
- Avicularia sooretama Bertani & Fukushima, 2009
- Avicularia soratae Strand, 1907
- Avicularia subvulpina Strand, 1906
- Avicularia surinamensis Strand, 1907
- Avicularia taunayi (Mello-Leitão, 1920)
- Avicularia ulrichea Tesmoingt, 1996
- Avicularia urticans Schmidt, 1994
- Avicularia velutina Simon, 1889
- Avicularia versicolor (Walckenaer, 1837)
- Avicularia walckenaeri (Perty, 1833)

## Bacillochilus
Bacillochilus Gallon, 2010
- Bacillochilus xenostridulans Gallon, 2010

## Batesiella
Batesiella Pocock, 1903
- Batesiella crinita Pocock, 1903

## Bonnetina
Bonnetina Vol, 2000
- Bonnetina alagoni Locht & Medina, 2008
- Bonnetina aviae Estrada-Alvarez & Locht, 2011
- Bonnetina cyaneifemur Vol, 2000
- Bonnetina rudloffi Vol, 2001

## Brachionopus
Brachionopus Pocock, 1897
- Brachionopus annulatus Purcell, 1903
- Brachionopus leptopelmiformis Strand, 1907
- Brachionopus pretoriae Purcell, 1904
- Brachionopus robustus Pocock, 1897
- Brachionopus tristis Purcell, 1903

## Brachypelma
Brachypelma Simon, 1891
- Brachypelma albiceps Pocock, 1903
- Brachypelma albopilosum Valerio, 1980
- Brachypelma andrewi Schmidt, 1992
- Brachypelma angustum Valerio, 1980
- Brachypelma annitha Tesmoingt, Cleton & Verdez, 1997
- Brachypelma auratum Schmidt, 1992
- Brachypelma aureoceps (Chamberlin, 1917)
- Brachypelma baumgarteni Smith, 1993
- Brachypelma boehmei Schmidt & Klaas, 1993
- Brachypelma embrithes (Chamberlin & Ivie, 1936)
- Brachypelma emilia (White, 1856)
- Brachypelma epicureanum (Chamberlin, 1925)
- Brachypelma fossorium Valerio, 1980
- Brachypelma hamorii Tesmoingt, Cleton & Verdez, 1997
- Brachypelma kahlenbergi Rudloff, 2008
- Brachypelma klaasi (Schmidt & Krause, 1994)
- Brachypelma sabulosum (F. O. P.-Cambridge, 1897)
- Brachypelma schroederi Rudloff, 2003
- Brachypelma smithi (F. O. P.-Cambridge, 1897)
- Brachypelma vagans (Ausserer, 1875)
- Brachypelma verdezi Schmidt, 2003

## Cardiopelma
Cardiopelma Vol, 1999
- Cardiopelma mascatum Vol, 1999

## Catumiri
Catumiri Guadanucci, 2004
- Catumiri argentinense (Mello-Leitão, 1941)
- Catumiri chicaoi Guadanucci, 2004
- Catumiri parvum (Keyserling, 1878)
- Catumiri petropolium Guadanucci, 2004

## Ceratogyrus
Ceratogyrus Pocock, 1897
- Ceratogyrus brachycephalus Hewitt, 1919
- Ceratogyrus darlingi Pocock, 1897
- Ceratogyrus dolichocephalus Hewitt, 1919
- Ceratogyrus hillyardi (Smith, 1990)
- Ceratogyrus marshalli Pocock, 1897
- Ceratogyrus meridionalis (Hirst, 1907)
- Ceratogyrus paulseni Gallon, 2005
- Ceratogyrus pillansi (Purcell, 1902)
- Ceratogyrus sanderi Strand, 1906

## Chaetopelma
Chaetopelma Ausserer, 1871
- Chaetopelma altugkadirorum Gallon, Gabriel & Tansley, 2012
- Chaetopelma concolor (Simon, 1873)
- Chaetopelma karlamani Vollmer, 1997
- Chaetopelma olivaceum (C. L. Koch, 1841)
- Chaetopelma webborum Smith, 1990

## Chilobrachys
Chilobrachys Karsch, 1891
- Chilobrachys andersoni (Pocock, 1895)
- Chilobrachys annandalei Simon, 1901
- Chilobrachys assamensis Hirst, 1909
- Chilobrachys bicolor (Pocock, 1895)
- Chilobrachys brevipes (Thorell, 1897)
- Chilobrachys dyscolus (Simon, 1886)
- Chilobrachys femoralis Pocock, 1900
- Chilobrachys fimbriatus Pocock, 1899
- Chilobrachys flavopilosus (Simon, 1884)
- Chilobrachys fumosus (Pocock, 1895)
- Chilobrachys guangxiensis (Yin & Tan, 2000)
- Chilobrachys hardwickei (Pocock, 1895)
- Chilobrachys himalayensis (Tikader, 1977)
- Chilobrachys huahini Schmidt & Huber, 1996
- Chilobrachys hubei Song & Zhao, 1988
- Chilobrachys khasiensis (Tikader, 1977)
- Chilobrachys liboensis Zhu & Zhang, 2008
- Chilobrachys nitelinus Karsch, 1891
- Chilobrachys oculatus (Thorell, 1895)
- Chilobrachys paviei (Simon, 1886)
- Chilobrachys pococki (Thorell, 1897)
- Chilobrachys sericeus (Thorell, 1895)
- Chilobrachys soricinus (Thorell, 1887)
- Chilobrachys stridulans (Wood Mason, 1877)
- Chilobrachys thorelli Pocock, 1900
- Chilobrachys tschankoensis Schenkel, 1963

## Chromatopelma
Chromatopelma Schmidt, 1995
- Chromatopelma cyaneopubescens (Strand, 1907)

## Citharacanthus
Citharacanthus Pocock, 1901
- Citharacanthus alayoni Rudloff, 1995
- Citharacanthus cyaneus (Rudloff, 1994)
- Citharacanthus livingstoni Schmidt & Weinmann, 1996
- Citharacanthus longipes (F. O. P.-Cambridge, 1897)
- Citharacanthus meermani Reichling & West, 2000
- Citharacanthus niger Franganillo, 1931
- Citharacanthus sargi (Strand, 1907)
- Citharacanthus spinicrus (Latreille, 1819)

## Citharognathus
Citharognathus Pocock, 1895
- Citharognathus hosei Pocock, 1895
- Citharognathus tongmianensis Zhu, Li & Song, 2002

## Clavopelma
Clavopelma Chamberlin, 1940
- Clavopelma tamaulipeca (Chamberlin, 1937)

## Coremiocnemis
Coremiocnemis Simon, 1892
- Coremiocnemis brachyramosa West & Nunn, 2010
- Coremiocnemis cunicularia (Simon, 1892)
- Coremiocnemis gnathospina West & Nunn, 2010
- Coremiocnemis hoggi West & Nunn, 2010
- Coremiocnemis jeremyhuffi West & Nunn, 2010
- Coremiocnemis kotacana West & Nunn, 2010
- Coremiocnemis obscura West & Nunn, 2010
- Coremiocnemis tropix Raven, 2005
- Coremiocnemis valida Pocock, 1895

## Crassicrus
Crassicrus Reichling & West, 1996
- Crassicrus lamanai Reichling & West, 1996

## Cubanana
Cubanana Ortiz, 2008
- Cubanana cristinae Ortiz, 2008

## Cyclosternum
Cyclosternum Ausserer, 1871
- Cyclosternum bicolor (Schiapelli & Gerschman, 1945)
- Cyclosternum fasciatum (O. P.-Cambridge, 1892)
- Cyclosternum garbei (Mello-Leitão, 1923)
- Cyclosternum gaujoni Simon, 1889
- Cyclosternum janthinum (Simon, 1889)
- Cyclosternum kochi (Ausserer, 1871)
- Cyclosternum macropus (Ausserer, 1875)
- Cyclosternum melloleitaoi Bücherl, Timotheo & Lucas, 1971
- Cyclosternum obscurum Simon, 1891
- Cyclosternum palomeranum West, 2000
- Cyclosternum pentalore (Simon, 1888)
- Cyclosternum rufohirtum (Simon, 1889)
- Cyclosternum schmardae Ausserer, 1871
- Cyclosternum spinopalpus (Schaefer, 1996)
- Cyclosternum viridimonte Valerio, 1982

## Cyriocosmus
Cyriocosmus Simon, 1903
- Cyriocosmus bertae Pérez-Miles, 1998
- Cyriocosmus blenginii Pérez-Miles, 1998
- Cyriocosmus chicoi Pérez-Miles, 1998
- Cyriocosmus elegans (Simon, 1889)
- Cyriocosmus fasciatus (Mello-Leitão, 1930)
- Cyriocosmus fernandoi Fukushima, Bertani & da Silva, 2005
- Cyriocosmus leetzi Vol, 1999
- Cyriocosmus nogueiranetoi Fukushima, Bertani & da Silva, 2005
- Cyriocosmus perezmilesi Kaderka, 2007
- Cyriocosmus pribiki Pérez-Miles & Weinmann, 2009
- Cyriocosmus ritae Pérez-Miles, 1998
- Cyriocosmus sellatus (Simon, 1889)
- Cyriocosmus venezuelensis Kaderka, 2010
- Cyriocosmus versicolor (Simon, 1897)

## Cyriopagopus
Cyriopagopus Simon, 1887
- Cyriopagopus dromeus (Chamberlin, 1917)
- Cyriopagopus paganus Simon, 1887
- Cyriopagopus schioedtei (Thorell, 1891)
- Cyriopagopus thorelli (Simon, 1901)

## Cyrtopholis
Cyrtopholis Simon, 1892
- Cyrtopholis agilis Pocock, 1903
- Cyrtopholis anacanta Franganillo, 1935
- Cyrtopholis annectans Chamberlin, 1917
- Cyrtopholis bartholomaei (Latreille, 1832)
- Cyrtopholis bonhotei (F. O. P.-Cambridge, 1901)
- Cyrtopholis bryantae Rudloff, 1995
- Cyrtopholis culebrae (Petrunkevitch, 1929)
- Cyrtopholis cursor (Ausserer, 1875)
- Cyrtopholis femoralis Pocock, 1903
- Cyrtopholis flavostriata Schmidt, 1995
- Cyrtopholis gibbosa Franganillo, 1936
- Cyrtopholis innocua (Ausserer, 1871)
- Cyrtopholis intermedia (Ausserer, 1875)
- Cyrtopholis ischnoculiformis (Franganillo, 1926)
- Cyrtopholis jamaicola Strand, 1908
- Cyrtopholis major (Franganillo, 1926)
- Cyrtopholis media Chamberlin, 1917
- Cyrtopholis meridionalis (Keyserling, 1891)
- Cyrtopholis obsoleta (Franganillo, 1935)
- Cyrtopholis palmarum Schiapelli & Gerschman, 1945
- Cyrtopholis plumosa Franganillo, 1931
- Cyrtopholis portoricae Chamberlin, 1917
- Cyrtopholis ramsi Rudloff, 1995
- Cyrtopholis regibbosa Rudloff, 1994
- Cyrtopholis respina Franganillo, 1935
- Cyrtopholis schmidti Rudloff, 1996
- Cyrtopholis unispina Franganillo, 1926
- Cyrtopholis zorodes Mello-Leitão, 1923

## Encyocratella
Encyocratella Strand, 1907
- Encyocratella olivacea Strand, 1907

## Encyocrates
Encyocrates Simon, 1892
- Encyocrates raffrayi Simon, 1892

## Ephebopus
Ephebopus Simon, 1892
- Ephebopus cyanognathus West & Marshall, 2000
- Ephebopus foliatus West et al., 2008
- Ephebopus murinus (Walckenaer, 1837)
- Ephebopus rufescens West & Marshall, 2000
- Ephebopus uatuman Lucas, Silva & Bertani, 1992

## Euathlus
Euathlus Ausserer, 1875
- Euathlus pulcherrimaklaasi (Schmidt, 1991)
- Euathlus truculentus L. Koch, 1875
- Euathlus vulpinus (Karsch, 1880)
  - Euathlus vulpinus ater (Donoso, 1957)

## Eucratoscelus
Eucratoscelus Pocock, 1898
- Eucratoscelus constrictus (Gerstäcker, 1873)
- Eucratoscelus pachypus Schmidt & von Wirth, 1990

## Eumenophorus
Eumenophorus Pocock, 1897
- Eumenophorus clementsi Pocock, 1897
- Eumenophorus murphyorum Smith, 1990
- Eumenophorus stridulantissimus (Strand, 1907)

## Eupalaestrus
Eupalaestrus Pocock, 1901
- Eupalaestrus campestratus (Simon, 1891)
- Eupalaestrus guyanus (Simon, 1892)
- Eupalaestrus spinosissimus Mello-Leitão, 1923
- Eupalaestrus weijenberghi (Thorell, 1894)

## Euphrictus
Euphrictus Hirst, 1908
- Euphrictus spinosus Hirst, 1908
- Euphrictus squamosus (Benoit, 1965)

## Grammostola
Grammostola Simon, 1892
- Grammostola actaeon (Pocock, 1903)
- Grammostola alticeps (Pocock, 1903)
- Grammostola andreleetzi Vol, 2008
- Grammostola anthracina (C. L. Koch, 1842)
- Grammostola borelli (Simon, 1897)
- Grammostola burzaquensis Ibarra, 1946
- Grammostola chalcothrix Chamberlin, 1917
- Grammostola doeringi (Holmberg, 1881)
- Grammostola fossor Schmidt, 2001
- Grammostola gossei (Pocock, 1899)
- Grammostola grossa (Ausserer, 1871)
- Grammostola iheringi (Keyserling, 1891)
- Grammostola inermis Mello-Leitão, 1941
- Grammostola mendozae (Strand, 1907)
- Grammostola monticola (Strand, 1907)
- Grammostola porteri (Mello-Leitão, 1936)
- Grammostola pulchra Mello-Leitão, 1921
- Grammostola pulchripes (Simon, 1891)
- Grammostola rosea (Walckenaer, 1837)
- Grammostola vachoni Schiapelli & Gerschman, 1961

## Guyruita
Guyruita Guadanucci et al., 2007
- Guyruita atlantica Guadanucci et al., 2007
- Guyruita cerrado Guadanucci et al., 2007
- Guyruita waikoshiemi (Bertani & Araújo, 2006)

## Hapalopus
Hapalopus Ausserer, 1875
- Hapalopus aldanus West, 2000
- Hapalopus aymara Perdomo, Panzera & Pérez-Miles, 2009
- Hapalopus butantan (Pérez-Miles, 1998)
- Hapalopus formosus Ausserer, 1875
- Hapalopus guianensis Caporiacco, 1954
- Hapalopus lesleyae Gabriel, 2011
- Hapalopus nigriventris (Mello-Leitão, 1939)
- Hapalopus nondescriptus Mello-Leitão, 1926
- Hapalopus triseriatus Caporiacco, 1955

## Hapalotremus
Hapalotremus Simon, 1903
- Hapalotremus albipes Simon, 1903
- Hapalotremus cyclothorax (Mello-Leitão, 1923)
- Hapalotremus exilis (Mello-Leitão, 1923)
- Hapalotremus major (Chamberlin, 1916)
- Hapalotremus muticus (Mello-Leitão, 1923)
- Hapalotremus scintillans (Mello-Leitão, 1929)

## Haploclastus
Haploclastus Simon, 1892
- Haploclastus cervinus Simon, 1892
- Haploclastus kayi Gravely, 1915
- Haploclastus nilgirinus Pocock, 1899
- Haploclastus satyanus (Barman, 1978)
- Haploclastus tenebrosus Gravely, 1935
- Haploclastus validus (Pocock, 1899)

## Haplocosmia
Haplocosmia Schmidt & von Wirth, 1996
- Haplocosmia himalayana (Pocock, 1899)
- Haplocosmia nepalensis Schmidt & von Wirth, 1996

## Haplopelma
Haplopelma Simon, 1892
- Haplopelma albostriatum (Simon, 1886)
- Haplopelma doriae (Thorell, 1890)
- Haplopelma hainanum (Liang et al., 1999)
- Haplopelma lividum Smith, 1996
- Haplopelma longipes von Wirth & Striffler, 2005
- Haplopelma minax (Thorell, 1897)
- Haplopelma robustum Strand, 1907
- Haplopelma salangense (Strand, 1907)
- Haplopelma schmidti von Wirth, 1991
- Haplopelma vonwirthi Schmidt, 2005

## Harpactira
Harpactira Ausserer, 1871
- Harpactira atra (Latreille, 1832)
- Harpactira baviana Purcell, 1903
- Harpactira cafreriana (Walckenaer, 1837)
- Harpactira chrysogaster Pocock, 1897
- Harpactira curator Pocock, 1898
- Harpactira curvipes Pocock, 1897
- Harpactira dictator Purcell, 1902
- Harpactira gigas Pocock, 1898
- Harpactira guttata Strand, 1907
- Harpactira hamiltoni Pocock, 1902
- Harpactira lineata Pocock, 1897
- Harpactira lyrata (Simon, 1892)
- Harpactira marksi Purcell, 1902
- Harpactira namaquensis Purcell, 1902
- Harpactira pulchripes Pocock, 1901
- Harpactira tigrina Ausserer, 1875

## Harpactirella
Harpactirella Purcell, 1902
- Harpactirella domicola Purcell, 1903
- Harpactirella helenae Purcell, 1903
- Harpactirella insidiosa (Denis, 1960)
- Harpactirella karrooica Purcell, 1902
- Harpactirella lapidaria Purcell, 1908
- Harpactirella lightfooti Purcell, 1902
- Harpactirella longipes Purcell, 1902
- Harpactirella magna Purcell, 1903
- Harpactirella overdijki Gallon, 2010
- Harpactirella schwarzi Purcell, 1904
- Harpactirella spinosa Purcell, 1908
- Harpactirella treleaveni Purcell, 1902

## Hemiercus
Hemiercus Simon, 1903
- Hemiercus cervinus (Simon, 1889)
- Hemiercus inflatus (Simon, 1889)
- Hemiercus kastoni Caporiacco, 1955
- Hemiercus modestus (Simon, 1889)
- Hemiercus proximus Mello-Leitão, 1923

## Hemirrhagus
Hemirrhagus Simon, 1903
- Hemirrhagus cervinus (Simon, 1891)
- Hemirrhagus chilango Pérez-Miles & Locht, 2003
- Hemirrhagus coztic Pérez-Miles & Locht, 2003
- Hemirrhagus elliotti (Gertsch, 1973)
- Hemirrhagus eros Pérez-Miles & Locht, 2003
- Hemirrhagus gertschi Pérez-Miles & Locht, 2003
- Hemirrhagus grieta (Gertsch, 1982)
- Hemirrhagus mitchelli (Gertsch, 1982)
- Hemirrhagus nahuanus (Gertsch, 1982)
- Hemirrhagus ocellatus Pérez-Miles & Locht, 2003
- Hemirrhagus papalotl Pérez-Miles & Locht, 2003
- Hemirrhagus perezmilesi García-Villafuerte & Locht, 2010
- Hemirrhagus pernix (Ausserer, 1875)
- Hemirrhagus puebla (Gertsch, 1982)
- Hemirrhagus reddelli (Gertsch, 1973)
- Hemirrhagus stygius (Gertsch, 1971)

## Heterophrictus
Heterophrictus Pocock, 1900
- Heterophrictus milleti Pocock, 1900

## Heteroscodra
Heteroscodra Pocock, 1899
- Heteroscodra crassipes Hirst, 1907
  - Heteroscodra crassipes latithorax Strand, 1920
- Heteroscodra maculata Pocock, 1899

## Heterothele
Heterothele Karsch, 1879
- Heterothele affinis Laurent, 1946
- Heterothele atropha Simon, 1907
- Heterothele caudicula (Simon, 1886)
- Heterothele darcheni (Benoit, 1966)
- Heterothele decemnotata (Simon, 1891)
- Heterothele gabonensis (Lucas, 1858)
- Heterothele honesta Karsch, 1879
- Heterothele hullwilliamsi Smith, 1990
- Heterothele ogbunikia Smith, 1990
- Heterothele spinipes Pocock, 1897
- Heterothele villosella Strand, 1907

## Holothele
Holothele Karsch, 1879
- Holothele colonica (Simon, 1889)
- Holothele culebrae (Petrunkevitch, 1929)
- Holothele denticulata (Franganillo, 1930)
- Holothele incei (F. O. P.-Cambridge, 1898)
- Holothele longipes (L. Koch, 1875)
- Holothele ludwigi (Strand, 1907)
- Holothele recta Karsch, 1879
- Holothele rondoni (Lucas & Bücherl, 1972)
- Holothele sanguiniceps (F. O. P.-Cambridge, 1898)
- Holothele sericea (Simon, 1903)
- Holothele shoemakeri (Petrunkevitch, 1926)
- Holothele steini (Simon, 1889)
- Holothele sulfurensis Maréchal, 2005
- Holothele vellardi Rudloff, 1997

## Homoeomma
Homoeomma Ausserer, 1871
- Homoeomma brasilianum (Chamberlin, 1917)
- Homoeomma elegans (Gerschman & Schiapelli, 1958)
- Homoeomma familiare Bertkau, 1880
- Homoeomma hirsutum (Mello-Leitão, 1935)
- Homoeomma humile Vellard, 1924
- Homoeomma montanum (Mello-Leitão, 1923)
- Homoeomma nigrum (Walckenaer, 1837)
- Homoeomma peruvianum (Chamberlin, 1916)
- Homoeomma pictum (Pocock, 1903)
- Homoeomma simoni Soares & Camargo, 1948
- Homoeomma strabo (Simon, 1892)
- Homoeomma stradlingi O. P.-Cambridge, 1881
- Homoeomma uruguayense (Mello-Leitão, 1946)
- Homoeomma villosum (Keyserling, 1891)

## Hysterocrates
Hysterocrates Simon, 1892
- Hysterocrates affinis Strand, 1907
  - Hysterocrates affinis angusticeps Strand, 1907
- Hysterocrates apostolicus Pocock, 1900
- Hysterocrates crassipes Pocock, 1897
- Hysterocrates didymus Pocock, 1900
- Hysterocrates ederi Charpentier, 1995
- Hysterocrates gigas Pocock, 1897
- Hysterocrates greeffi (Karsch, 1884)
- Hysterocrates greshoffi (Simon, 1891)
- Hysterocrates haasi Strand, 1906
- Hysterocrates hercules Pocock, 1899
- Hysterocrates laticeps Pocock, 1897
- Hysterocrates maximus Strand, 1906
- Hysterocrates ochraceus Strand, 1907
- Hysterocrates robustus Pocock, 1899
  - Hysterocrates robustus sulcifer Strand, 1908
- Hysterocrates scepticus Pocock, 1900
- Hysterocrates sjostedti (Thorell, 1899)
- Hysterocrates spellenbergi Strand, 1906
- Hysterocrates vosseleri Strand, 1906
- Hysterocrates weileri Strand, 1906

## Idiothele
Idiothele Hewitt, 1919
- Idiothele mira Gallon, 2010
- Idiothele nigrofulva (Pocock, 1898)

## Iridopelma
Iridopelma Pocock, 1901
- Iridopelma hirsutum Pocock, 1901
- Iridopelma seladonium (C. L. Koch, 1841)
- Iridopelma zorodes (Mello-Leitão, 1926)

## Ischnocolus
Ischnocolus Ausserer, 1871
- Ischnocolus algericus Thorell, 1875
- Ischnocolus andalusiacus (Simon, 1873)
- Ischnocolus fasciculatus Strand, 1906
- Ischnocolus fuscostriatus Simon, 1885
- Ischnocolus hancocki Smith, 1990
- Ischnocolus holosericeus L. Koch, 1871
- Ischnocolus jickelii L. Koch, 1875
- Ischnocolus maroccanus (Simon, 1873)
- Ischnocolus mogadorensis Simon, 1909
- Ischnocolus numidus Simon, 1909
- Ischnocolus rubropilosus Keyserling, 1891
- Ischnocolus tomentosus Thorell, 1899
- Ischnocolus triangulifer Ausserer, 1871
- Ischnocolus tripolitanus Caporiacco, 1937
- Ischnocolus tunetanus Pavesi, 1880
- Ischnocolus valentinus (Dufour, 1820)

## Kochiana
Kochiana Fukushima, Nagahama & Bertani, 2008
- Kochiana brunnipes (C. L. Koch, 1842)

## Lampropelma
Lampropelma Simon, 1892
- Lampropelma nigerrimum Simon, 1892
- Lampropelma violaceopes Abraham, 1924

## Lasiodora
Lasiodora C. L. Koch, 1850
- Lasiodora acanthognatha Mello-Leitão, 1921
- Lasiodora benedeni Bertkau, 1880
- Lasiodora boliviana (Simon, 1892)
- Lasiodora brevibulba (Valerio, 1980)
- Lasiodora carinata (Valerio, 1980)
- Lasiodora citharacantha Mello-Leitão, 1921
- Lasiodora cristata (Mello-Leitão, 1923)
- Lasiodora cryptostigma Mello-Leitão, 1921
- Lasiodora curtior Chamberlin, 1917
- Lasiodora differens Chamberlin, 1917
- Lasiodora difficilis Mello-Leitão, 1921
- Lasiodora dolichosterna Mello-Leitão, 1921
- Lasiodora dulcicola Mello-Leitão, 1921
- Lasiodora erythrocythara Mello-Leitão, 1921
- Lasiodora fallax (Bertkau, 1880)
- Lasiodora fracta Mello-Leitão, 1921
- Lasiodora gutzkei (Reichling, 1997)
- Lasiodora icecu (Valerio, 1980)
- Lasiodora isabellina (Ausserer, 1871)
- Lasiodora itabunae Mello-Leitão, 1921
- Lasiodora klugi (C. L. Koch, 1841)
- Lasiodora lakoi Mello-Leitão, 1943
- Lasiodora mariannae Mello-Leitão, 1921
- Lasiodora moreni (Holmberg, 1876)
- Lasiodora panamana (Petrunkevitch, 1925)
- Lasiodora pantherina (Keyserling, 1891)
- Lasiodora parahybana Mello-Leitão, 1917
- Lasiodora parvior (Chamberlin & Ivie, 1936)
- Lasiodora pleoplectra Mello-Leitão, 1921
- Lasiodora puriscal (Valerio, 1980)
- Lasiodora rubitarsa (Valerio, 1980)
- Lasiodora saeva (Walckenaer, 1837)
- Lasiodora spinipes Ausserer, 1871
- Lasiodora sternalis (Mello-Leitão, 1923)
- Lasiodora striatipes (Ausserer, 1871)
- Lasiodora subcanens Mello-Leitão, 1921
- Lasiodora tetrica (Simon, 1889)
- Lasiodora trinitatis (Pocock, 1903)
  - Lasiodora trinitatis pauciaculeis (Strand, 1916)

## Lasiodorides
Lasiodorides Schmidt & Bischoff, 1997
- Lasiodorides longicolli Schmidt, 2003
- Lasiodorides polycuspulatus Schmidt & Bischoff, 1997
- Lasiodorides rolinae Tesmoingt, 1999
- Lasiodorides striatus (Schmidt & Antonelli, 1996)

## Loxomphalia
Loxomphalia Simon, 1889
- Loxomphalia rubida Simon, 1889

## Loxoptygus
Loxoptygus Simon, 1903
- Loxoptygus coturnatus Simon, 1903
- Loxoptygus ectypus (Simon, 1889)
- Loxoptygus erlangeri (Strand, 1906)

## Lyrognathus
Lyrognathus Pocock, 1895
- Lyrognathus achilles West & Nunn, 2010
- Lyrognathus crotalus Pocock, 1895
- Lyrognathus fuscus West & Nunn, 2010
- Lyrognathus lessunda West & Nunn, 2010
- Lyrognathus robustus Smith, 1988
- Lyrognathus saltator Pocock, 1900

## Magulla
Magulla Simon, 1892
- Magulla brescoviti Indicatti et al., 2008
- Magulla buecherli Indicatti et al., 2008
- Magulla janeira (Keyserling, 1891)
- Magulla obesa Simon, 1892

## Maraca
Maraca Pérez-Miles, 2006
- Maraca cabocla (Pérez-Miles, 2000)
- Maraca horrida (Schmidt, 1994)

## Mascaraneus
Mascaraneus Gallon, 2005
- Mascaraneus remotus Gallon, 2005

## Megaphobema
Megaphobema Pocock, 1901
- Megaphobema mesomelas (O. P.-Cambridge, 1892)
- Megaphobema peterklaasi Schmidt, 1994
- Megaphobema robustum (Ausserer, 1875)
- Megaphobema teceae Pérez-Miles, Miglio & Bonaldo, 2006
- Megaphobema velvetosoma Schmidt, 1995

## Melloleitaoina
Melloleitaoina Gerschman & Schiapelli, 1960
- Melloleitaoina crassifemur Gerschman & Schiapelli, 1960

## Metriopelma
Metriopelma Becker, 1878
- Metriopelma breyeri (Becker, 1878)
- Metriopelma coloratum Valerio, 1982
- Metriopelma drymusetes Valerio, 1982
- Metriopelma familiare (Simon, 1889)
- Metriopelma ledezmae Vol, 2001
- Metriopelma spinulosum F. O. P.-Cambridge, 1897
- Metriopelma variegata (Caporiacco, 1955)
- Metriopelma velox Pocock, 1903
- Metriopelma zebratum Banks, 1909

## Monocentropus
Monocentropus Pocock, 1897
- Monocentropus balfouri Pocock, 1897
- Monocentropus lambertoni Fage, 1922
- Monocentropus longimanus Pocock, 1903

## Mygalarachne
Mygalarachne Ausserer, 1871
- Mygalarachne brevipes Ausserer, 1871 *

## Myostola
Myostola Simon, 1903
- Myostola occidentalis (Lucas, 1858)

## Neostenotarsus
Neostenotarsus Pribik & Weinmann, 2004
- Neostenotarsus scissistylus (Tesmoingt & Schmidt, 2002)

## Nesiergus
Nesiergus Simon, 1903
- Nesiergus gardineri (Hirst, 1911)
- Nesiergus halophilus Benoit, 1978
- Nesiergus insulanus Simon, 1903

## Nesipelma
Nesipelma Schmidt & Kovarik, 1996
- Nesipelma insulare Schmidt & Kovarik, 1996

## Nhandu
Nhandu Lucas, 1983
- Nhandu carapoensis Lucas, 1983
- Nhandu cerradensis Bertani, 2001
- Nhandu chromatus Schmidt, 2004
- Nhandu coloratovillosus (Schmidt, 1998)
- Nhandu tripepii (Dresco, 1984)

## Oligoxystre
Oligoxystre Vellard, 1924
- Oligoxystre auratum Vellard, 1924
- Oligoxystre bolivianum (Vol, 2001)
- Oligoxystre caatinga Guadanucci, 2007
- Oligoxystre diamantinensis Bertani, Santos & Righi, 2009
- Oligoxystre dominguense Guadanucci, 2007
- Oligoxystre mineirum Guadanucci, 2011
- Oligoxystre rufoniger Guadanucci, 2007
- Oligoxystre tucuruiense Guadanucci, 2007

## Ornithoctonus
Ornithoctonus Pocock, 1892
- Ornithoctonus andersoni Pocock, 1892
- Ornithoctonus aureotibialis von Wirth & Striffler, 2005
- Ornithoctonus costalis (Schmidt, 1998)

## Orphnaecus
Orphnaecus Simon, 1892
- Orphnaecus pellitus Simon, 1892

## Ozopactus
Ozopactus Simon, 1889
- Ozopactus ernsti Simon, 1889

## Pachistopelma
Pachistopelma Pocock, 1901
- Pachistopelma concolor Caporiacco, 1947
- Pachistopelma rufonigrum Pocock, 1901

## Pamphobeteus
Pamphobeteus Pocock, 1901
- Pamphobeteus antinous Pocock, 1903
- Pamphobeteus augusti (Simon, 1889)
- Pamphobeteus crassifemur Bertani, Fukushima & Silva, 2008
- Pamphobeteus ferox (Ausserer, 1875)
- Pamphobeteus fortis (Ausserer, 1875)
- Pamphobeteus grandis Bertani, Fukushima & Silva, 2008
- Pamphobeteus insignis Pocock, 1903
- Pamphobeteus nigricolor (Ausserer, 1875)
- Pamphobeteus ornatus Pocock, 1903
- Pamphobeteus petersi Schmidt, 2002
- Pamphobeteus ultramarinus Schmidt, 1995
- Pamphobeteus vespertinus (Simon, 1889)

## Paraphysa
Paraphysa Simon, 1892
- Paraphysa parvula (Pocock, 1903)
- Paraphysa peruviana Schmidt, 2007
- Paraphysa riparia Schmidt & Bolle, 2008
- Paraphysa scrofa (Molina, 1788)

## Pelinobius
Pelinobius Karsch, 1885
- Pelinobius muticus Karsch, 1885

## Phlogiellus
Phlogiellus Pocock, 1897
- Phlogiellus aper (Simon, 1891)
- Phlogiellus atriceps Pocock, 1897
- Phlogiellus bicolor Strand, 1911
- Phlogiellus brevipes (Thorell, 1897)
- Phlogiellus inermis (Ausserer, 1871)
- Phlogiellus insularis (Simon, 1877)
- Phlogiellus nebulosus (Rainbow, 1899)
- Phlogiellus ornatus (Thorell, 1897)
- Phlogiellus subarmatus (Thorell, 1891)
- Phlogiellus subinermis (Giltay, 1934)

## Phoneyusa
Phoneyusa Karsch, 1884
- Phoneyusa antilope (Simon, 1889)
- Phoneyusa belandana Karsch, 1884
- Phoneyusa bidentata Pocock, 1899
  - Phoneyusa bidentata ituriensis Laurent, 1946
- Phoneyusa bouvieri Berland, 1917
- Phoneyusa buettneri Karsch, 1886
- Phoneyusa celerierae Smith, 1990
- Phoneyusa chevalieri Simon, 1906
- Phoneyusa cultridens Berland, 1917
- Phoneyusa efuliensis Smith, 1990
- Phoneyusa elephantiasis Berland, 1917
- Phoneyusa gabonica (Simon, 1889)
- Phoneyusa giltayi Laurent, 1946
- Phoneyusa gracilipes (Simon, 1889)
- Phoneyusa lesserti Dresco, 1973
- Phoneyusa manicata Simon, 1907
- Phoneyusa minima (Strand, 1907)
- Phoneyusa nigroventris (Marx, 1893)
- Phoneyusa principium Simon, 1907
- Phoneyusa rutilata (Simon, 1907)
- Phoneyusa westi Smith, 1990

## Phormictopus
Phormictopus Pocock, 1901
- Phormictopus atrichomatus Schmidt, 1991
- Phormictopus auratus Ortiz & Bertani, 2005
- Phormictopus australis Mello-Leitão, 1941
- Phormictopus bistriatus Rudloff, 2008
- Phormictopus brasiliensis Strand, 1907
- Phormictopus cancerides (Latreille, 1806)
- Phormictopus cautus (Ausserer, 1875)
- Phormictopus cochleasvorax Rudloff, 2008
- Phormictopus cubensis Chamberlin, 1917
- Phormictopus fritzschei Rudloff, 2008
- Phormictopus jonai Rudloff, 2008
- Phormictopus melodermus Chamberlin, 1917
- Phormictopus platus Chamberlin, 1917
- Phormictopus ribeiroi Mello-Leitão, 1923
- Phormictopus schepanskii Rudloff, 2008

## Phormingochilus
Phormingochilus Pocock, 1895
- Phormingochilus everetti Pocock, 1895
- Phormingochilus fuchsi Strand, 1906
- Phormingochilus tigrinus Pocock, 1895

## Plesiopelma
Plesiopelma Pocock, 1901
- Plesiopelma flavohirtum (Simon, 1889)
- Plesiopelma gertschi (Caporiacco, 1955)
- Plesiopelma imperatrix Piza, 1976
- Plesiopelma insulare (Mello-Leitão, 1923)
- Plesiopelma longisternale (Schiapelli & Gerschman, 1942)
- Plesiopelma minense (Mello-Leitão, 1943)
- Plesiopelma myodes Pocock, 1901
- Plesiopelma physopus (Mello-Leitão, 1926)
- Plesiopelma rectimanum (Mello-Leitão, 1923)
- Plesiopelma semiaurantiacum (Simon, 1897)

## Plesiophrictus
Plesiophrictus Pocock, 1899
- Plesiophrictus bhori Gravely, 1915
- Plesiophrictus blatteri Gravely, 1935
- Plesiophrictus collinus Pocock, 1899
- Plesiophrictus fabrei (Simon, 1892)
- Plesiophrictus linteatus (Simon, 1891)
- Plesiophrictus madraspatanus Gravely, 1935
- Plesiophrictus mahabaleshwari Tikader, 1977
- Plesiophrictus meghalayaensis Tikader, 1977
- Plesiophrictus millardi Pocock, 1899
- Plesiophrictus nilagiriensis Siliwal, Molur & Raven, 2007
- Plesiophrictus raja Gravely, 1915
- Plesiophrictus senffti (Strand, 1907)
- Plesiophrictus sericeus Pocock, 1900
- Plesiophrictus tenuipes Pocock, 1899

## Poecilotheria
Poecilotheria Simon, 1885
- Poecilotheria fasciata (Latreille, 1804)
- Poecilotheria formosa Pocock, 1899
- Poecilotheria hanumavilasumica Smith, 2004
- Poecilotheria metallica Pocock, 1899
- Poecilotheria miranda Pocock, 1900
- Poecilotheria ornata Pocock, 1899
- Poecilotheria pederseni Kirk, 2001
- Poecilotheria pococki Charpentier, 1996
- Poecilotheria regalis Pocock, 1899
- Poecilotheria rufilata Pocock, 1899
- Poecilotheria smithi Kirk, 1996
- Poecilotheria striata Pocock, 1895
- Poecilotheria subfusca Pocock, 1895
- Poecilotheria tigrinawesseli Smith, 2006
- Poecilotheria uniformis Strand, 1913

## Proshapalopus
Proshapalopus Mello-Leitão, 1923
- Proshapalopus amazonicus Bertani, 2001
- Proshapalopus anomalus Mello-Leitão, 1923
- Proshapalopus multicuspidatus (Mello-Leitão, 1929)

## Psalmopoeus
Psalmopoeus Pocock, 1895
- Psalmopoeus affinis Strand, 1907
- Psalmopoeus cambridgei Pocock, 1895
- Psalmopoeus ecclesiasticus Pocock, 1903
- Psalmopoeus emeraldus Pocock, 1903
- Psalmopoeus intermedius Chamberlin, 1940
- Psalmopoeus irminia Saager, 1994
- Psalmopoeus langenbucheri Schmidt, Bullmer & Thierer-Lutz, 2006
- Psalmopoeus plantaris Pocock, 1903
- Psalmopoeus pulcher Petrunkevitch, 1925
- Psalmopoeus reduncus (Karsch, 1880)
- Psalmopoeus rufus Petrunkevitch, 1925

## Pseudhapalopus
Pseudhapalopus Strand, 1907
- Pseudhapalopus aculeatus Strand, 1907
- Pseudhapalopus spinulopalpus Schmidt & Weinmann, 1997

## Pterinochilus
Pterinochilus Pocock, 1897
- Pterinochilus alluaudi Berland, 1914
- Pterinochilus andrewsmithi Gallon, 2009
- Pterinochilus chordatus (Gerstäcker, 1873)
- Pterinochilus cryptus Gallon, 2008
- Pterinochilus lapalala Gallon & Engelbrecht, 2011
- Pterinochilus lugardi Pocock, 1900
- Pterinochilus murinus Pocock, 1897
- Pterinochilus raygabrieli Gallon, 2009
- Pterinochilus simoni Berland, 1917
- Pterinochilus vorax Pocock, 1897

## Pterinopelma
Pterinopelma Pocock, 1901
- Pterinopelma sazimai Bertani, Nagahama & Fukushima, 2011
- Pterinopelma vitiosum (Keyserling, 1891)

## Reversopelma
Reversopelma Schmidt, 2001
- Reversopelma petersi Schmidt, 2001

## Schismatothele
Schismatothele Karsch, 1879
- Schismatothele benedettii Panzera, Perdomo & Pérez-Miles, 2011
- Schismatothele lineata Karsch, 1879

## Schizopelma
Schizopelma F. O. P.-Cambridge, 1897
- Schizopelma bicarinatum F. O. P.-Cambridge, 1897
- Schizopelma masculinum (Strand, 1907)
- Schizopelma sorkini Smith, 1995

## Selenobrachys
Selenobrachys Schmidt, 1999
- Selenobrachys philippinus Schmidt, 1999

## Selenocosmia
Selenocosmia Ausserer, 1871
- Selenocosmia arndsti (Schmidt & von Wirth, 1991)
- Selenocosmia aruana Strand, 1911
- Selenocosmia barensteinerae (Schmidt, 2010)
- Selenocosmia compta Kulczyński, 1911
- Selenocosmia crassipes (L. Koch, 1874)
- Selenocosmia deliana Strand, 1913
- Selenocosmia dichromata (Schmidt & von Wirth, 1992)
- Selenocosmia effera (Simon, 1891)
- Selenocosmia fuliginea (Thorell, 1895)
- Selenocosmia hasselti Simon, 1891
- Selenocosmia hirtipes Strand, 1913
- Selenocosmia honesta Hirst, 1909
- Selenocosmia imbellis (Simon, 1891)
- Selenocosmia insignis (Simon, 1890)
- Selenocosmia insulana Hirst, 1909
- Selenocosmia javanensis (Walckenaer, 1837)
  - Selenocosmia javanensis brachyplectra Kulczyński, 1908
  - Selenocosmia javanensis dolichoplectra Kulczyński, 1908
  - Selenocosmia javanensis fulva Kulczyński, 1908
  - Selenocosmia javanensis sumatrana Strand, 1907
- Selenocosmia jiafu Zhu & Zhang, 2008
- Selenocosmia kovariki (Schmidt & Krause, 1995)
- Selenocosmia kulluensis Chamberlin, 1917
- Selenocosmia lanceolata Hogg, 1914
- Selenocosmia lanipes Ausserer, 1875
- Selenocosmia mittmannae (Barensteiner & Wehinger, 2005)
- Selenocosmia obscura Hirst, 1909
- Selenocosmia orophila (Thorell, 1897)
- Selenocosmia papuana Kulczyński, 1908
- Selenocosmia peerboomi (Schmidt, 1999)
- Selenocosmia pritami Dyal, 1935
- Selenocosmia raciborskii Kulczyński, 1908
- Selenocosmia samarae (Giltay, 1935)
- Selenocosmia similis Kulczyński, 1911
- Selenocosmia stirlingi Hogg, 1901
- Selenocosmia strenua (Thorell, 1881)
- Selenocosmia strubelli Strand, 1913
- Selenocosmia subvulpina Strand, 1907
- Selenocosmia sutherlandi Gravely, 1935
- Selenocosmia tahanensis Abraham, 1924
- Selenocosmia valida (Thorell, 1881)
- Selenocosmia xinhuaensis Zhu & Zhang, 2008
- Selenocosmia xinping Zhu & Zhang, 2008

## Selenogyrus
Selenogyrus Pocock, 1897
- Selenogyrus africanus (Simon, 1887)
- Selenogyrus aureus Pocock, 1897
- Selenogyrus austini Smith, 1990
- Selenogyrus brunneus Strand, 1907
- Selenogyrus caeruleus Pocock, 1897

## Selenotholus
Selenotholus Hogg, 1902
- Selenotholus foelschei Hogg, 1902

## Selenotypus
Selenotypus Pocock, 1895
- Selenotypus plumipes Pocock, 1895

## Sericopelma
Sericopelma Ausserer, 1875
- Sericopelma commune F. O. P.-Cambridge, 1897
- Sericopelma dota Valerio, 1980
- Sericopelma fallax Mello-Leitão, 1923
- Sericopelma ferrugineum Valerio, 1980
- Sericopelma generala Valerio, 1980
- Sericopelma immensum Valerio, 1980
- Sericopelma melanotarsum Valerio, 1980
- Sericopelma panamense (Simon, 1891)
- Sericopelma rubronitens Ausserer, 1875
- Sericopelma silvicola Valerio, 1980
- Sericopelma upala Valerio, 1980

## Sickius
Sickius Soares & Camargo, 1948
- Sickius longibulbi Soares & Camargo, 1948

## Sphaerobothria
Sphaerobothria Karsch, 1879
- Sphaerobothria hoffmanni Karsch, 1879

## Stichoplastoris
Stichoplastoris Rudloff, 1997
- Stichoplastoris angustatus (Kraus, 1955)
- Stichoplastoris asterix (Valerio, 1980)
- Stichoplastoris denticulatus (Valerio, 1980)
- Stichoplastoris elusinus (Valerio, 1980)
- Stichoplastoris longistylus (Kraus, 1955)
- Stichoplastoris obelix (Valerio, 1980)
- Stichoplastoris schusterae (Kraus, 1955)
- Stichoplastoris stylipus (Valerio, 1982)

## Stromatopelma
Stromatopelma Karsch, 1881
- Stromatopelma batesi (Pocock, 1902)
- Stromatopelma calceatum (Fabricius, 1793)
  - Stromatopelma calceatum griseipes (Pocock, 1897)
- Stromatopelma fumigatum (Pocock, 1899)
- Stromatopelma pachypoda (Strand, 1908)
- Stromatopelma satanas (Berland, 1917)

## Tapinauchenius
Tapinauchenius Ausserer, 1871
- Tapinauchenius brunneus Schmidt, 1995
- Tapinauchenius cupreus Schmidt & Bauer, 1996
- Tapinauchenius elenae Schmidt, 1994
- Tapinauchenius gigas Caporiacco, 1954
- Tapinauchenius latipes L. Koch, 1875
- Tapinauchenius plumipes (C. L. Koch, 1842)
- Tapinauchenius sanctivincenti (Walckenaer, 1837)
- Tapinauchenius subcaeruleus Bauer & Antonelli, 1997
- Tapinauchenius violaceus (Mello-Leitão, 1930)

## Theraphosa
Theraphosa Thorell, 1870
- Theraphosa apophysis (Tinter, 1991)
- Theraphosa blondi (Latreille, 1804)
- Theraphosa stirmi Rudloff & Weinmann, 2010

## Thrigmopoeus
Thrigmopoeus Pocock, 1899
- Thrigmopoeus insignis Pocock, 1899
- Thrigmopoeus truculentus Pocock, 1899

## Thrixopelma
Thrixopelma Schmidt, 1994
- Thrixopelma cyaneolum Schmidt, Friebolin & Friebolin, 2005
- Thrixopelma lagunas Schmidt & Rudloff, 2010
- Thrixopelma ockerti Schmidt, 1994
- Thrixopelma pruriens Schmidt, 1998

## Tmesiphantes
Tmesiphantes Simon, 1892
- Tmesiphantes amadoi Yamamoto et al., 2007
- Tmesiphantes bethaniae Yamamoto et al., 2007
- Tmesiphantes caymmii Yamamoto et al., 2007
- Tmesiphantes nubilus Simon, 1892

## Trichognathella
Trichognathella Gallon, 2004
- Trichognathella schoenlandi (Pocock, 1900)

## Vitalius
Vitalius Lucas, Silva & Bertani, 1993
- Vitalius buecherli Bertani, 2001
- Vitalius dubius (Mello-Leitão, 1923)
- Vitalius longisternalis Bertani, 2001
- Vitalius lucasae Bertani, 2001
- Vitalius paranaensis Bertani, 2001
- Vitalius roseus (Mello-Leitão, 1923)
- Vitalius sorocabae (Mello-Leitão, 1923)
- Vitalius vellutinus (Mello-Leitão, 1923)
- Vitalius wacketi (Mello-Leitão, 1923)

## Xenesthis
Xenesthis Simon, 1891
- Xenesthis immanis (Ausserer, 1875)
- Xenesthis intermedia Schiapelli & Gerschman, 1945
- Xenesthis monstrosa Pocock, 1903

## Yamia
Yamia Kishida, 1920
- Yamia baeri (Simon, 1877)
- Yamia bundokalbo (Barrion & Litsinger, 1995)
- Yamia muta (Giltay, 1935)
- Yamia watasei Kishida, 1920